# Yūka (actriz)
Hiroko Okabe (岡部 広子 Okabe Hiroko?,  Tokio, Japón; 27 de junio de 1980), más conocida bajo su nombre artístico de Yūka (優香?), es una actriz y personalidad de televisión (tarento) japonesa. Okabe también es una gravure idol retirada. Es conocida por interpretar el papel principal en el drama de NHK, Honjitsu wa Taian Nari, y por haber presentando el programa de variedades Ōsama no Brunch. De 1999 a 2001, recibió el Premio Golden Arrow consecutivamente. En 2003, recibió un Premio Golden Graph y un Premio de la Academia Japonesa en la categoría de "Mejor artista nuevo".

## Filmografía

### Películas
- Koi ni Utaeba (2002), Yumi Sakurai
- Boku no Songokū (2003), Songokū
- Rinne (2005), Nagisa Sugiura
- Taishibōkei Tanita no Shain Shokudō (2013), Nanako Haruno
- Kuroshitsuji (2014), Hanae Wakatsuki
- Akumu-chan (2014), Kotoha Hirashima
- Wood Job! (2014), Miki Īda
- Gyarakushī Kaidō (2015), Rei
- Jinsei no Yakusoku (2016), Yukiko Ōba
- The Blue Hearts (2017)
- Hitsuji no Ki (2018), Rieko Ōta

### Televisión
- Ao no Jidai (TBS, 1998), Yuka
- Taiyō wa Shizumanai (Fuji TV, 2000), Ami Isetani
- 20-sai no Kekkon (TBS, 2000), Renko Chūganji
- Love Story (TBS, 2001), Kano Kobayashi
- Zoku Heisei Fūfu Jawan (NTV, 2002)
- Yūkaza Cinema (TV Asahi, 2002)
- Yonimo Kimyō na Monogatari: Dramatic Syndrome (Fuji TV, 2001)
- Honto ni Atta Kowai Hanashi 3 (Fuji TV, 2003)
- Shinsengumi! (NHK, 2004)
- Yonimo Kimyō na Monogatari: Aketekure (Fuji TV, 2004)
- Hoshi ni Negai o: 7jōma de Umareta 410-man no Hoshi (Fuji TV, 2005), Yōko Satō
- Renai Shōsetsu "Duke" (TBS, 2006), Kōko Tachibana
- 24-jikan Terebi Ai wa Chikyū o Sukuu "Yūki" (NTV, 2006), Yoshie
- Oishinbo (Fuji TV, 2007-2009), Yūko Kurita
- Maru Maru Chibi Maruko Chan Episode 3 (Fuji TV, 2007)
- Shinjitsu no Shuki BC Kyū Senpan Katō Tetsutarō "Watashi wa Kai ni Naritai" (NTV, 2007), Fujiko Katō
- Gout Temps Nouveau (KTV, 2007), Yūka Tanaka
- Maō, Episodios 4-7 (TBS, 2008), Makiko Naruse
- Koi no Karasawagi: Love Stories V "Sōgiya no Onna" (NTV, 2008), Yuri Honda
- Kochira Katsushika-ku Kameari Kōen Mae Hashutsujo Episodio 8 (TBS, 2009), Teacher Izumi
- My Girl (TV Asahi, 2009), Yōko Tsukamoto
- Bungō: Nihon Bungaku Cinema "Ōgon Fūkei" (TBS, 2010), Okei
- Kono Sekai no Katasumi ni (NTV, 2011)
- T-UP presents Thumbs Up! (BS Fuji, 2011), Hana
- Honjitsu wa Taian Nari (NHK, 2012), Takako Yamai
- Papadol! (TBS, 2012), Haruka Hanamura
- Akumu-chan (NTV, 2012), Kotoha Hirashima
- Hakuba no Ōji-sama (NTV, 2013), Takako Hara
- Jigoku Sensei Nube (NTV, 2014), Minako
- Carolling: Christmas no Kiseki (NHK BS, 2014), Sūko Orihara
- Hana Moyu (NHK, 2015), Sugihisa
- Chikaemon (NHK, 2016), Osode
- Rinshō Hanzai Gakusha Himura Hideo no Suiri (NTV, 2016), Nozomi Ono
- Hi no Ko (Tōkai TV, 2016), Yukimi Kajima
- Hitoshi Ueki and Nobosemon (NHK, 2017), Tomiko

### Doblaje
- Bunshinsaba (2004), Lee Yoo-jin
- Ice Age: The Meltdown (2006), Ellie
- Strings (2007), Jhinna

### Libros
- Hirune no Honne (Kadokawa Shoten, octubre de 2000)
- Air (Shogakukan, junio de 2002)

### Photobooks
- ZIP (Eichi Shuppan, Abril de 1998)
- Vim with Rei Yoshii (Eichi Shuppan, Abril de 1998)
- Sirena (TIS, 1998)
- Perfume (Wani Books, Abril de 1999)
- Yūka CF Special Carat (Futabasha, julio de 2000)
- Innocent Yūka (Shueisha, abril de 2000)
- Memories of Innocent Yūka (Shueisha, mayo de 2000)
- Koi ni Utaeba (Kadokawa Shoten, octubre de 2002)
- Yūka Body (Kodansha, marzo de 2012)
- Yūka Gravure Tokusōban (Kodansha, marzo de 2012)